# Літні Олімпійські ігри 1920
Літні Олімпійські ігри 1920 (фр. Jeux olympiques d'été de 1920; нід. Olympische Zomerspelen van 1920; нім. Olympische Sommerspiele 1920), офіційно відомі як Ігри VII Олімпіади (фр. Jeux de la VIIe olympiade; нід. Spelen van de VIIe Olympiade; нім. Spiele der VII. Olympiade) або VII Літні Олімпійські ігри — міжнародне спортивне змагання, яке проходило під егідою Міжнародного олімпійського комітету у місті Антверпен, Бельгія, з 20 квітня по 12 вересня 1920 року.
Офіційне відкриття Ігор відбулося 14 серпня, закриття — 29 серпня. Однак змагання з деяких видів спорту проводились і до відкриття Ігор і після їх закриття. Так, змагання фігуристів та хокеїстів проходили ще в квітні, яхтсменів і стрільців — у липні, футболістів — у серпні та вересні.
На Олімпіаду не були запрошені спортсмени Німецької держави та країн-союзники у Першій світовій війні. Спортсмени з Радянської Росії також не були запрошені з політичних мотивів. На той час тривала польсько-російська війна.
Уперше був піднятий олімпійський прапор: біле шовкові полотнище з вишитим на ньому п'ятьма переплетеними кільцями блакитного, чорного, червоного (верхній ряд), жовтого та зеленого (нижній ряд) кольорів. Ідея олімпійського прапора проста: п'ять кілець — це п'ять континентів. Кубертен говорив, що у символіці прапора приховано і особливий сенс: шість кольорів (разом з білим фоном полотна) скомбінувати так, що являють собою національні кольори всіх без винятку країн світу.

## Учасники
| - Аргентина - Австралія - Бельгія - Бразилія - Канада - Чилі - Чехословаччина - Данія - Єгипет - Естонія |  | - Фінляндія - Франція - Велика Британія - Греція - Індія - Італія - Японія - Люксембург - Монако - Нідерланди |  | - Нова Зеландія - Норвегія - Португалія - Південно-Африканська Республіка - Іспанія - Швеція - Швейцарія - США - Югославія |

## Медальний залік
Топ-10 неофіційного національного медального заліку:
| Місце | Країна          | Золото | Срібло | Бронза | Загалом |
| ----- | --------------- | ------ | ------ | ------ | ------- |
| 1     | США             | 41     | 27     | 27     | 95      |
| 2     | Швеція          | 19     | 20     | 25     | 64      |
| 3     | Велика Британія | 15     | 15     | 13     | 43      |
| 4     | Фінляндія       | 15     | 10     | 9      | 34      |
| 5     | Бельгія         | 14     | 11     | 11     | 36      |
| 6     | Норвегія        | 13     | 9      | 9      | 31      |
| 7     | Італія          | 13     | 5      | 5      | 23      |
| 8     | Франція         | 9      | 19     | 13     | 41      |
| 9     | Нідерланди      | 4      | 2      | 5      | 11      |
| 10    | Данія           | 3      | 9      | 1      | 13      |